# Cojín de la íntima
El cojín de la íntima es una masa de músculo liso en el centro de arterias que paradójicamente mantienen la arteria permeable actuando como válvulas. Está presente en las arterias helicinas del pene y en el conducto arterioso persistente.